# Пудино
Пу́дино (рос. Пудино) — село у складі Кедрового міського округу Томської області, Росія.

## Населення
Населення — 796 осіб (2010; 934 у 2002).
Національний склад (станом на 2002 рік):
- росіяни — 90 %